# Пляшівка (річка)
Пля́шівка — річка в Україні, в межах  Дубенського району Рівненської області. Права притока Стиру (басейн Прип'яті).

## Опис
Довжина річки 40 км, площа басейну 332 км². Долина трапецієподібна, терасована, ширина до 3—5 км. Заплава симетрична, заболочена. Річище помірно звивисте, завширшки до 6—10 м, у середній та нижній течії відрегульоване. Глибина річки пересічно 0,8—1 м. Похил річки 1,3 м/км.

## Розташування
Витоки розташовані на околиці села Нова Пляшева, в межах Кременецько-Дубнівської рівнини. Тече переважно на північний захід. Пляшівка відмежовує Кременецько-Дубнівську рівнину (частина Малого Полісся) від Повчанської височини (частина Волинської височини). 
На річці є кілька ставів (с. Середнє, Коритне). 
Найбільша притока: Хотін (ліва).

## Цікавий факт
- Неподалік від впадіння Пляшівки до Стиру 1651 року відбулася знаменита Битва під Берестечком.